# (464312) 2016 AD105
(464312) 2016 AD105 es un asteroide perteneciente al cinturón de asteroides, descubierto el 24 de julio de 2000 por el equipo Spacewatch desde el Observatorio Nacional de Kitt Peak (Arizona, Estados Unidos).